# Magdalena Hernández Salazar
Magdalena Hernández Salazar (Barcelona, Venezuela, 1965) es una migrante racializada, activista, feminista decolonial y concejala en el ayuntamiento de Estella, Navarra.

## Biografía
Es graduada en Geografía y Ordenación del Territorio por la Universidad de las Palmas de Gran Canaria.

### Trayectoria en el ámbito de la igualdad y la interculturalidad
Es fundadora de la Asociación Amilips (Mujeres Integradoras para Lograr la Igualdad Psicosocial) creada en Estella-Lizarra en 2014. Ha sido secretaria de la Coordinadora de Organizaciones de Mujeres feministas de Navarra, tesorera de la Asociación ANDREA y miembra de la Plataforma de Mujeres Migradas y Refugiadas.
Ha sido ponente en el proyecto “Estrategia para la participación social y política de las mujeres en las políticas públicas de la Comunidad Foral de Navarra 2018-2020” del Instituto Navarro para la Igualdad.
Ha escrito diversos artículos de opinión sobre la eliminación de la discriminación racial y la interculturalidad.

### Trayectoria política
En 2019 fue nombrada concejala de Igualdad del Ayuntamiento de Estella por PSN. El 24 de marzo de 2020 presentó una moción de censura contra el entonces alcalde la localidad, Gonzalo Fuentes, del partido Navarra Suma, y apoyó la alcaldía de Koldo Leoz, de EHBildu, sin el aval de su partido. En mayo de 2020 se archivó el procedimiento que se había interpuesto contra ella por acudir al pleno de la moción de censura "al no observarse indicio de delito alguno". En mayo de 2021 intercambió la concejalía de igualdad por la de derechos sociales. Desde esta concejalía se promueven acciones relacionadas con la migración y la diversidad cultural. Es presidenta de la comisión de Empleo y Migración.